# Coloma (Wisconsin)
Coloma è un comune degli Stati Uniti, situato in Wisconsin, nella Contea di Waushara.